# ヌール・ムハンマド・タラキー
ヌール・ムハンマド・タラキー（パシュトー語: نور محمد ترکی、Nur Muhammad Taraki、1917年6月15日 - 1979年10月8日）は、アフガニスタンの政治家。アフガニスタン民主共和国の初代革命評議会議長。

## 生涯
ガズニー州ナワ郡カライ村の裕福な農家に生まれた。ムクル市の小学校を卒業し、ボンベイで夜間英語学校に通った。カーブル大学で学士、コロンビア大学で修士、ハーバード大学で博士号取得。
1932年、カンダハール市の果物輸出会社に就職。優れた仕事ぶりにより、ボンベイ市支社の秘書に昇格した。ボンベイで、パシュトゥーン人民族主義者のハーン・アブドゥルガッファール・ハーンの側近に加わった。
1937年、ボンベイから帰国し、各新聞紙に記事を執筆し始め、英文の翻訳、ソビエト賛美の記事を発表した。
1947年、社会運動ビシュ・ザルミヤン（目覚める青年）に入った。1951年から、週刊誌アンガル（炎）に記事を定期的に投稿し始めた。1945年から1952年まで、国営銀行総裁、経済相アブドゥル・マジド・ザボリの個人秘書として働いたが、不穏分子として首都から追放され、バダフシャーン州に左遷された。
1952年から、駐米アフガニスタン大使の報道官。1953年、ニューヨークで記者会見を開き、「現体制は、弾圧的かつ権威主義的で、国王一人を代えても変らない」と表明した。アメリカのマスコミは、彼がイギリスに政治亡命すると報道したが、彼は自ら帰国した。
1955年から1958年、アメリカの海外ミッションの通訳。1962年5月から1963年9月まで、駐アフガニスタン米大使館の通訳。独立の翻訳会社ヌル（世界）を設立した。1963年、ソ連を初訪問し、ソ連共産党により進歩的活動家として認められた。
1965年1月1日、カーブルにおいて、アフガニスタン人民民主党第1回設立会議が開かれ、書記長、執行委員会委員に選出された。故郷の村から議会選挙に出馬したが、落選。
1967年、アフガニスタン人民民主党は、ハルク（人民）派とパルチャム（旗）派の二派に分裂した。分裂の主な原因は、パルチャム派が進歩的なムハンマド・ダーウード体制を支持したのに対し、ハルク派が反対したことにあった。
1977年、人民民主党は再統合され、タラキーは、アフガニスタン人民民主党中央委員会書記長に再選出された。党機関紙「ハルク」の出版責任者となったが、6号を出版したところで閉鎖された。1978年4月26日、ダーウードの命令により逮捕されたが、4月27日、人民民主党のクーデターが起こり解放された。
1978年4月に軍事クーデター「四月革命」が発生し、革命評議会議長、アフガニスタン首相に就任。12月、ソ連を訪問し、友好及び善隣条約に署名。
1979年9月14日、タラキーは副首相のハフィーズッラー・アミーンを首相官邸に呼び出したが、アミーンが謀殺を恐れて官邸を脱出、態勢を整えて逆襲撃をかけた。警護員間で銃撃戦が起き両者は互いに非難しあった。翌9月15日、タラキーはアミーンの支持者により逮捕され投獄された。そして9月16日、アフガニスタン人民民主党中央委員会幹部会は、「健康上の理由」と「彼自身の依願」により、彼を全ての党職及び公職から解任した。9月23日、新議長アミーンは、タラキーが存命で治療を受けていると表明したが、病名は告げなかった。
10月9日、カーブルのラジオは、タラキーが「重度かつ継続的な病気」のため死亡したと発表した。だが実際は、レオニード・ブレジネフにタラキーの処遇について問うたところ自分で決めるよう言われ、彼のお墨付きを得たと考えたアミーンの命令による暗殺だとされる。実際にはタラキーの殺害は望んでいなかったブレジネフは反発し、2か月後に嵐333号作戦を実行することとなる。

## 人物
パシュトゥーン人で、ギルザイ部族連合タラク部族ブラン氏族出身。生涯独身であった。
パシュトー語小説の著者。ソビエトの教科書「マルクス・レーニン主義の基本」の翻訳者。